# Odsherred Kommune
Odsherred Kommune er 1. januar 2014 mht. folketal den 71. af landets 98 nye kommuner efter kommunalreformen 1. januar 2007 og en af de 17 kommuner i Region Sjælland. Odsherred Kommune er dannet af de tre tidligere kommuner på halvøen Odsherred – Dragsholm Kommune, Nykøbing-Rørvig Kommune og Trundholm Kommune og halvøen er afgrænset af Sejerø Bugten mod vest, Kattegat mod nord og Isefjorden mod øst.
Den kommunale administration er placeret i de tre tidligere kommuners administrationsbygninger i Fårevejle Stationsby, Nykøbing Sjælland og Højby. Rådhuset ligger på Nyvej 22 i Højby, hvor også borgmester og direktion har til huse. Byrådssalen ligger i Administrationscentret i Fårevejle. Byrådet består af 25 medlemmer.
Kommunens våben viser en gul stiliseret version af Solvognen (fundet i området i 1902) på en blå baggrund med tre hvide bølger forneden.

## Historie
Kommunens navn er dannet af den gamle herreds- og retskredsbetegnelse Ods Herred, som indtil 1662 udgjorde en forvaltningsenhed under Dragsholm Len, senere Dragsholm Amt frem til 1794, hvor det blev lagt under Holbæk Amt, som med kommunalreformen i 1970 blev en del af Vestsjællands Amt. Odsherred er den eneste kommune i landet, som således fortsat anvender herredsbetegnelsen i sit navn.
Udtørringen af Lammefjorden fra i 1875 og indvielsen af jernbanen fra Holbæk til Nykøbing Sj. i 1899 fik stor betydning for egnen som helhed og landbrugets speicalafgrøder med gulerødder som den foretrukne afgrøde på Lammefjorden i særdeleshed.

## Turisme
Kommunen er med over 26.000 sommerhuse landets største fritidshuskommune og frekventeres i sommerhalvåret af over 100.000 landliggere, feriegæster på campingpladser, i sommerhuse, B&B, lystbådehavne, vandrehjem med videre. I alt er der over 40.000 ejendomme i kommunen.

## Erhvervsliv og trafik
I Odsherred er virksomhederne Lundbeck i Lumsås, NKT Cables i Asnæs, Stelton i Fårevejle, Poul Johansen Maskiner m.fl. lokaliseret. Området har mange service- og detailvirksomheder og en hel underskov af iværksættere og selvstændige.
Mols-Linien har siden 1966 haft fast færgedrift fra Odden Færgehavn, i dag med fast rutedrift på Århus og planer om halvtimesdrift. I 1986 blev Kirkeåsvejen indviet som motortrafikvej fra Vig til Lumsås, og i 2013 indviede Vejdirektoratet forlængelsen af Holbæk-motorvejen (Rute 21) fra Holbæk til Vig ligeledes som motortrafikvej.

## Byer
Købstaden Nykøbing Sjælland er den største by med 5.049 indbyggere (2023), herefter følger Asnæs med stort indkøbscenter med 2.902 indbyggere, Hørve med 2.431 indbyggere, Fårevejle Stationsby med 1.775 indbyggere, Vig med 1.537 og Højby med 1.427.
| Kommunens største byer |                      |                   |
| Nr                     | By                   | Indbyggere (2025) |
| 1                      | Nykøbing Sjælland    | 5.016             |
| 2                      | Asnæs                | 3.073             |
| 3                      | Hørve                | 2.378             |
| 4                      | Fårevejle Stationsby | 1.836             |
| 5                      | Vig                  | 1.751             |
| 6                      | Højby                | 1.394             |
| 7                      | Rørvig               | 993               |
| 8                      | Fårevejle Kirkeby    | 720               |
| 9                      | Nørre Asmindrup      | 637               |
| 10                     | Grevinge             | 596               |
| 11                     | Havnebyen            | 594               |
| 12                     | Moseby               | 431               |
| 13                     | Egebjerg             | 407               |
| 14                     | Ellinge Lyng         | 331               |
| 15                     | Øster Lyng           | 274               |
| 16                     | Hønsinge Lyng        | 267               |
| 17                     | Klint                | 263               |
| 18                     | Nyrup                | 247               |
| 19                     | Grevinge Lammefjord  | 245               |
| 20                     | Herrestrup           | 232               |
| 21                     | Strandhuse           | 230               |
| 22                     | Kelstrup             | 212               |
| 23                     | Yderby Lyng          | 206               |

## Byrådets sammensætning
| 10 | 2 |  |  | 2 | 9 |

| 18 | 7 |

| 9 |  | 3 |  | 3 | 8 |

| 15 | 10 |

| 11 |  | 2 | 2 | 8 |  |

| 18 | 7 |

| 12 |  |  |  | 2 | 7 |  |

| 20 | 5 |

| 10 |  |  |  |  | 2 | 4 |  | 4 |

| 14 | 11 |

| 10 |  |  |  |  | 4 |  |  | 5 |

| 14 | 11 |

### Nuværende byråd
| Navn                                  | Parti                                  |
| ------------------------------------- | -------------------------------------- |
| Thomas Strecker Lerbak Adelskov       | Socialdemokratiet - 10 mandater        |
| Felex Birger Pedersen                 | Socialdemokratiet - 10 mandater        |
| Søren With                            | Socialdemokratiet - 10 mandater        |
| Allan Andersen                        | Socialdemokratiet - 10 mandater        |
| Anna Louise Hestbek Attermann         | Socialdemokratiet - 10 mandater        |
| Dogan Yurdakul                        | Socialdemokratiet - 10 mandater        |
| Jette Sloth Nielsen                   | Socialdemokratiet - 10 mandater        |
| Lis Ingemann Christensen              | Socialdemokratiet - 10 mandater        |
| Michael Kjeldgaard                    | Socialdemokratiet - 10 mandater        |
| Thomas Klint Martinsen                | Socialdemokratiet - 10 mandater        |
| Hanne Grethe Pigonska Hansen          | Venstre - 4 mandater                   |
| Mathias K Mousten Hansen              | Venstre - 4 mandater                   |
| Niels Skovgaard Nicolaisen            | Venstre - 4 mandater                   |
| Annette Schjermer Voss Møller         | Venstre - 4 mandater                   |
| Karina Vincentz Andersen (Borgmester) | Nyt Odsherred - 4 mandater             |
| Hanne Hyldedahl Caldron               | Nyt Odsherred - 4 mandater             |
| Mikkel Engly Henriksen                | Nyt Odsherred - 4 mandater             |
| Erik Herskind Dam Winther             | Nyt Odsherred - 4 mandater             |
| Julie Larsen Jacobsen                 | Dansk Folkeparti - 2 mandater          |
| Kim Buurskov                          | Dansk Folkeparti - 2 mandater          |
| Thomas Skovgaard Nicolaisen           | Radikale Venstre - 1 mandat            |
| Maria Liv Holck                       | Nye Borgerlige - 1 mandat              |
| Mette Scharbau Feenstra               | Socialistisk Folkeparti - 1 mandat     |
| Claus Kenneth Starup                  | Det Konservative Folkeparti - 1 mandat |
| Amalie Petersen                       | Enhedslisten - 1 mandat                |

| Navn            | Skiftet fra                | Skiftet til                | Dato            |
| --------------- | -------------------------- | -------------------------- | --------------- |
| Kim Buurskov    | Dansk Folkeparti           | Løsgænger                  | 29. juni 2022   |
| Kim Buurskov    | Løsgænger                  | Danmarksdemokraterne       | 3. marts 2023   |
| Maria Liv Holck | Nye Borgerlige             | Frit Borgerligt Fællesskab | 6. marts 2023   |
| Maria Liv Holck | Frit Borgerligt Fællesskab | Løsgænger                  | 26. januar 2024 |

| Udtrådt                | Indtrådt          | Parti             | Dato              |
| ---------------------- | ----------------- | ----------------- | ----------------- |
| Thomas Klint Martinsen | Kristian Petersen | Socialdemokratiet | 21. december 2021 |
| Amalie Petersen        | Jeppe Lynge Ravn  | Enhedslisten      | 2. februar 2024   |
| Allan Andersen         | Per Kragh         | Socialdemokratiet | 24. marts 2024    |

### Byråd 2018-2022
| Navn                         | Parti                           |
| ---------------------------- | ------------------------------- |
| Thomas Adelskov (Borgmester) | Socialdemokratiet - 12 mandater |
| Søren With                   | Socialdemokratiet - 12 mandater |
| Allan Andersen               | Socialdemokratiet - 12 mandater |
| Felex Pedersen               | Socialdemokratiet - 12 mandater |
| Lis Ingemann                 | Socialdemokratiet - 12 mandater |
| Gitte Hededam                | Socialdemokratiet - 12 mandater |
| Dogan Yurdakul               | Socialdemokratiet - 12 mandater |
| Per Kragh                    | Socialdemokratiet - 12 mandater |
| Kristian Petersen            | Socialdemokratiet - 12 mandater |
| Thomas K. Martinsen          | Socialdemokratiet - 12 mandater |
| Jette Sloth                  | Socialdemokratiet - 12 mandater |
| Vagn Ytte Larsen             | Socialdemokratiet - 12 mandater |
| Morten Egeskov               | Venstre - 7 mandater            |
| Helge Fredslund              | Venstre - 7 mandater            |
| Hanne Pigonska               | Venstre - 7 mandater            |
| Niels Nicolaisen             | Venstre - 7 mandater            |
| Finn Hallberg                | Venstre - 7 mandater            |
| Erik Winther                 | Venstre - 7 mandater            |
| Mathias Hansen               | Venstre - 7 mandater            |
| Paw Pedersen                 | Dansk Folkeparti - 2 mandater   |
| Julie Jacobsen               | Dansk Folkeparti - 2 mandater   |
| Clark Pratt                  | Enhedslisten - 1 mandat         |
| Leif Egholm                  | Odsherred Listen - 1 mandat     |
| Arne Mikkelsen               | SF - 1 mandat                   |
| Thomas Nicolaisen            | Radikale Venstre - 1 mandat     |

| Navn            | Skiftet fra      | Skiftet til   | Dato             |
| --------------- | ---------------- | ------------- | ---------------- |
| Erik Winther    | Venstre          | Løsgænger     | 24. februar 2021 |
| Helge Fredslund | Venstre          | Løsgænger     | 24. februar 2021 |
| Erik Winther    | Løsgænger        | Nyt Odsherred | 28. februar 2021 |
| Helge Fredslund | Løsgænger        | Nyt Odsherred | 28. februar 2021 |
| Leif Egholm     | Odsherred Listen | Nyt Odsherred | 28. februar 2021 |

| Dato          | Udtrådt        | Indtrådt | Parti   |
| ------------- | -------------- | -------- | ------- |
| 1. april 2020 | Morten Egeskov | Pia Gade | Venstre |

## Borgmestre
| Navn                     | Parti             | Periode                            |
| ------------------------ | ----------------- | ---------------------------------- |
| Finn Madsen              | Socialdemokratiet | 1. januar 2007 - 31. december 2009 |
| Thomas Adelskov          | Socialdemokratiet | 1. januar 2010 - 31. december 2021 |
| Karina Vincentz Andersen | Nyt Odsherred     | 1. januar 2022 -                   |